# Secuestro de Jayme Closs
El secuestro de Jayme Closs ocurrió el 15 de octubre de 2018, cuando Jake Thomas Patterson secuestró a Jayme Lynn Closs, de trece años, de la casa de su familia en Barron, Wisconsin, alrededor de las 12:53 a. m. después de forzar la entrada y disparar mortalmente a su padre y a su madre. Patterson llevó a Closs a una cabaña a unos 110 km en la zona rural de Gordon, Wisconsin, y la mantuvo cautiva durante 88 días hasta que escapó el 10 de enero de 2019.
Patterson fue detenido poco después y declaró a la policía que había secuestrado a Closs y matado a sus padres. Se declaró culpable de dos cargos de homicidio intencional de primer grado y un cargo de secuestro. El 24 de mayo de 2019, Patterson fue sentenciado a dos cadenas perpetuas consecutivas en prisión sin posibilidad de libertad condicional más 40 años adicionales.

## Secuestro
Jayme Lynn Closs era la única hija de James y Denise Closs. El 5 de octubre de 2018, Jake Patterson llegó en su auto hasta cerca la casa de la familia Closs, con intención de secuestrar a Jayme Closs, pero desistió al ver que había actividad en el hogar y temía dejar testigos. Hizo un segundo intento dos días después, pero nuevamente tuvo miedo de dejar testigos en la escena. Una semana después, hizo su tercera visita a la residencia Closs, esta vez con una escopeta. Poco antes de las 12:53 a. m. hora central (05:53 UTC ) el 15 de octubre de 2018, Jake Thomas Patterson estacionó su automóvil al final de la entrada de la residencia familiar de los Closs en la zona rural de Barron, Wisconsin. Con un abrigo negro y una máscara de esquí, Patterson se acercó a la puerta principal de la casa con una escopeta de acción de bombeo. Antes de entrar, Patterson dijo: "abre la maldita puerta". James Closs, de 56 años, divisó a Patterson a través de una ventana de la puerta principal y le pidió que le mostrara su placa. Patterson disparó una vez, alcanzando fatalmente a Closs. Entrando a la fuerza, Patterson revisó todas las habitaciones de la casa; hizo esto porque quería "que no quedaran testigos". Pronto descubrió que la puerta del baño estaba cerrada y comenzó a derribarla.  Dentro del baño estaban Denise Closs, de 46 años, y su hija Jayme, de 13. Denise estaba consolando a Jayme, que estaba llorando a gritos.  A las 12:53 a. m., Denise Closs hizo una llamada al 911 .
Aunque ella no hablaba, el operador escuchó una anomalía y gritos antes de que la llamada telefónica se desconectara. Cuando el operario devolvió la llamada el número, saltó el buzón de voz de Denise Closs. Patterson ató las muñecas y los tobillos de Jayme con cinta adhesiva, luego le disparó fatalmente a Denise Closs. Después arrastró a Jayme afuera, casi resbalando en la sangre, la colocó en el maletero de su automóvil y comenzó a alejarse. La policía llegó cuatro minutos después de la llamada al 911. Más tarde, Patterson dijo a los investigadores que había estado detenido más de 20 segundos en el camino mientras los agentes pasaban rápidamente con las luces de emergencia y las sirenas encendidas. Los vecinos dijeron que habían escuchado dos disparos pero no le habían dado importancia ya que la caza era común en la zona. Si la policía hubiera llegado 20 segundos antes, Patterson habría sido detenido en la casa de Closs.
Los voluntarios buscaron en ambos lados de la Ruta 8 de EE. UU. Cerca de la casa y pasaron el 23 de octubre de 2018 buscando a Closs. Para el 26 de octubre, se había anunciado una recompensa de 50,000 $ por información que condujera a su rescate. Los investigadores recibieron más de 2,000 avisos en el caso y revisaron la mayoría de ellos. La policía no tenía ningún sospechoso durante el tiempo que Closs estuvo cautiva por Patterson en secreto durante 88 días en un refugio propiedad de su padre en South Eau Claire Acres Circle en Gordon, Wisconsin. Closs le dijo luego a la policía que Patterson la había dicho que la obligaría a esconderse debajo de su cama para ocultar su presencia cuando los miembros de su familia vinieran al refugio a visitarlo. Cuando Patterson salía de la cabaña , aislaba a Closs debajo de la cama con bolsas de mano, cubos de ropa y pesas apiladas alrededor, y le dijo que sabría si trataba de moverlos mientras él no estaba. Los sábados, la obligaba a dormir debajo de la cama gemela de Patterson cuando le visitaba su familia. Patterson golpeó a Closs en una ocasión porque pensó que no se había mantenido debajo de la cama. Durante la celebración de Navidad  Patterson amenazó con matar a Closs si no se mantenía en el lugar que le había destinado.

## Huida
En la tarde del 10 de enero de 2019, Patterson le dijo a Closs que se iría por un par de horas y la puso debajo de su cama según la rutina habitual. Después de que Patterson se fue, Closs apartó los objetos que tenía alrededor de la cama lo suficientemente como para poder salir de debajo y corrió fuera del refugio con una camisa ligera, leggins y un par de zapatillas para la nieve de Patterson. Closs se encontró con una mujer del pueblo cercano que paseaba a su perro, esta mujer reconoció a Closs de verla en los informativos y la llevó inmediatamente a la casa de una vecina. Después de que las mujeres llamaran a la policía, Closs les dijo que "Jake Patterson" había matado a sus padres, la había secuestrado y la había mantenido prisionera cerca de allí, a unas pocas casas de distancia del vecindario. Los vecinos describieron a Closs como tranquila, callada, aturdida y sorprendida de que la hubiesen reconocido por las noticias. La policía llegó alrededor de las 4:45 p. m. y decidió sacar a Closs de la zona por su seguridad. La descripción que Closs proporcionó de Patterson y su vehículo permitió a los agentes detectar su automóvil solo unos minutos después cuando Patterson volvió al refugio. Cuando un agente lo detuvo, Patterson salió de su vehículo y dijo: "Lo hice".
Closs fue ingresada en un hospital bajo vigilancia y luego regresó a la casa de su tía a la mañana siguiente. Hormel, la empresa matriz de la tienda Jennie-O donde habían trabajado los padres de Closs, anunció el 24 de enero de 2019 que se le darían a Closs 25,000 dólares del dinero de la recompensa por haberse rescatado a sí misma.

## Autor
Jake Thomas Patterson (nacido el 17 de junio de 1997) confesó a la policía que había secuestrado a Jayme Closs y había matado a James y Denise Closs. No tenía antecedentes penales en Wisconsin. Patterson fue acusado el 14 de enero de 2019 de dos cargos de homicidio intencionado en primer grado, un cargo de secuestro y un cargo de robo a mano armada, con una fianza fijada en 5 millones de dólares en efectivo. El 27 de marzo de 2019, Patterson se declaró culpable de dos cargos de homicidio intencional en primer grado y un cargo de secuestro.
El juez acordó desestimar el cargo de robo a mano armada. El 24 de mayo de 2019, Patterson fue sentenciado a un máximo de dos cadenas perpetuas consecutivas en prisión sin posibilidad de libertad condicional por los asesinatos más 40 años adicionales por el secuestro. Las autoridades del condado de Douglas no presentaron cargos contra Patterson relacionados con los 88 días de cautiverio de Closs porque no querían llevar a Closs para que fuera interrogada y creían que había pruebas suficientes para conseguir una cadena perpetua sin libertad condicional sin necesidad de cargos adicionales.
La policía no creía que Patterson hubiera tenido ningún contacto en las redes sociales con Jayme o su familia, y los familiares de Closs no reconocieron el nombre de Patterson. Patterson dijo a las autoridades que había visto a Closs bajar de un autobús escolar fuera de la residencia familiar un día mientras conducía a casa desde el trabajo en septiembre y declaró que "sabía que ella era la niña que quería secuestrar". Mientras estaba en la cárcel en marzo de 2019, Patterson escribió una carta en respuesta a las preguntas que le envió un periodista de una estación de televisión en Minneapolis. Patterson se disculpó por sus crímenes y declaró que fueron cometidos "principalmente por impulso", en contraste con los informes de la policía de que Patterson había tomado varias medidas para preparar el crimen. Patterson también declaró en la carta que su intención desde el principio era declararse culpable para evitarle a Jayme y a su familia el trauma del caso teniendo que ir a juicio. Más tarde ese mes, una periodista de televisión en Minneapolis recibió una llamada telefónica de Patterson en la que respondió brevemente las preguntas que ella le había enviado en una carta. Con respecto al tiempo que Closs pasó en cautiverio en su cabaña, Patterson dijo: "Mirábamos televisión, jugábamos a juegos de mesa, hablamos de cosas". Cocinamos mucho, todo lo que hicimos fue casero, ya sabes ". En la lectura de cargos de Patterson, el padre de Patterson le dijo a un periodista que tenía una nota de disculpa que estaba tratando de hacer llegar a Closs. El abuelo de Patterson dijo: "Algo salió terriblemente mal, nadie tenía ninguna pista. . . Estamos absolutamente desconsolados. Es desgarrador tratar con él ", dijo. "Era tímido y callado, se alejaba de las multitudes, pero era un niño agradable, educado. Los juegos de computadora eran para él más prioritarios que la interacción social ".
Patterson se graduó de Northwood High School en la cercana Minong, Wisconsin, en 2015. Se alistó en el Cuerpo de Marines de los EE. UU., Pero fue licenciado después de un mes en MCRD San Diego. Sus padres se habían divorciado en 2007. A partir del 20 de junio de 2019, Jake Patterson ha sido registrado oficialmente como delincuente sexual También se le considera en riesgo de suicidio. En julio de 2019, Patterson fue transferido a una prisión fuera del estado en Nuevo México.